# Gérard Kawczynski
Gérard Kawczynski est un compositeur et guitariste français né le 15 juillet 1946 à Paris et mort le 9 avril 2014 à Nanterre.
Il a notamment composé la musique de deux films d'Étienne Chatiliez, La vie est un long fleuve tranquille (1988) et Tatie Danielle (1990).

## Biographie
Après avoir accompagné Jacques Dutronc, il fait partie du groupe Les Challengers. Il crée en 1967 avec entre autres Christian Padovan à la basse, Jean-Pierre Alarcen aux guitares,  André Sitbon à la batterie et Claude Puterflam au chant, le groupe Le Système Crapoutchik. Le nom du groupe est dû au surnom que Dutronc lui donne, « Crapoutchik » ou « Crapou » et son répertoire est dû à Puterflam pour les textes et au duo Padovan/Kawczynski pour les compositions, à quelques exceptions dues à Alarcen. En 1973, le groupe participe à l'opéra-rock La Révolution française et se sépare en 1975 après des années de non succès, deux 33 tours et une poignée de 45 tours.
Avec ses anciens comparses Padovan et Sitbon, il rejoint l'écurie de Michel Berger. Ainsi il participe aux albums de Véronique Sanson (Amoureuse en 1972), Françoise Hardy (Message personnel en 1973), France Gall (France Gall en 1975, Dancing Disco en 1977) et bien sûr Michel Berger (Que l'amour est bizarre en 1975, Mon piano danse en 1976).
Il compose la musique de la chanson Mont Saint-Michel écrite par Fabienne Cara, grand prix de la Sacem.
Gérard Kawczynski a également participé en 1972 à la bande musicale du conte Piccolo et Saxo à Music City.
Il a également composé la musique de la chanson Pour l'enfant écrite par Jean-Marc Vignon (Marc Charlan), sortie en 45 tours en 1976.
En 1978, il compose pour Julien Clerc la musique de J'ai eu trente ans (album Jaloux), sur des paroles de Maxime Le Forestier.
En 1980, il écrit pour Maxime Le Forestier la musique de trois chansons de l'album Les Rendez-vous manqués et en 1981 trois autres pour Dans ces histoires...
En 1983, il est le producteur du générique de l'émission de télévision 22 v'la l'rock, présentée par Jean Bernard Hebey, intitulé Black Vidéo, titre du groupe lyonnais des années 80 Trolébuce enregistré au Studios Ferber à Paris et distribué par WEA.
Gérard Kawczynski est inhumé au cimetière du Vésinet (Yvelines).